# Everest (film)
Everest är en brittisk-amerikansk biografisk äventyrsfilm från 2015. Filmen är regisserad och producerad av Baltasar Kormákur. 
Filmen bygger på den sanna historien om Mount Everest-expeditionerna 1996 ledda av Rob Hall och Scott Fischer. Rollerna spelas av Jason Clarke, Josh Brolin, John Hawkes, Robin Wright, Michael Kelly, Sam Worthington, Keira Knightley, Emily Watson, Martin Henderson och Jake Gyllenhaal.

## Om filmen
Everest regisserades av Baltasar Kormákur och handlar om incidenten på Mount Everest 1996. Antalet dödsfall var åtta. Manuset till filmen skrevs av William Nicholson och Simon Beaufoy. Inspelningarna skedde i Nepal, Italien och i Pinewood Studios i England.
I april 2014 drabbades inspelningsteamet indirekt av en lavin som dödade 13 personer. Inspelningsteamet, som klarade sig oskadda, befann sig vid bergsfoten vid tidpunkten för att acklimatisera sig. Däremot förolyckades minst 13 bergsguider från lokalbefolkningen som var i färd med att förbereda inför klättringssäsongen.

## Mottagande
Filmen fick positiva recensioner från filmkritiker. Rotten Tomatoes rapporterade att 73 procent, baserat på 215 recensioner, hade satt ett genomsnittsbetyg på 6,7 av 10. På Metacritic nådde den genomsnittsbetyget 64 av 100, baserat på 39 recensioner. Jon Krakauer, författaren till boken Tunn luft, fördömde filmen.

## Rollista (i urval)
- Jason Clarke – Rob Hall
- Josh Brolin – Beck Weathers
- John Hawkes – Doug Hansen
- Robin Wright – Peach Weathers
- Michael Kelly – Jon Krakauer
- Sam Worthington – Guy Cotter
- Keira Knightley – Jan Arnold
- Emily Watson – Helen Wilton
- Jake Gyllenhaal – Scott Fischer
- Tom Wright – Michael Groom
- Martin Henderson – Andy Harris
- Elizabeth Debicki – Dr. Caroline Mackenzie
- Naoko Mori – Yasuko Namba
- Clive Standen – Ed Viesturs
- Vanessa Kirby – Sandy Hill
- Tom Goodman-Hill – Neal Beidleman
- Ingvar Eggert Sigurðsson – Anatoli Boukreev
- Charlotte Bøving – Lene Gammelgaard
- Micah Hauptman – David Breashears
- Chris Reilly – Klev Schoening
- Chike Chan – Makalu Gau
- Vijay Lama – Lt. Col. Madan Khatri Chhetri
- Mark Derwin – Lou Kasischke
- Mia Goth – Meg